# زوجة الطبيب (رواية)
زوجة الطبيب  (بالإنجليزية: The Doctor's Wife)‏ هي رواية للكاتب الكندي برايان مور، نشرت عام 1976، عن دار نشر ماكليلاند آند ستيورات وآخرين.